# Experiencia
Experiencia se refiere a los eventos conscientes en general, más específicamente a percepciones, o al conocimiento práctico y la familiaridad que producen estos procesos conscientes. Entendida como un evento consciente en el sentido más amplio, la experiencia involucra un sujeto al que se presentan varios elementos. En este sentido, ver un pájaro amarillo en una rama presenta al sujeto los objetos "pájaro" y "rama", la relación entre ellos y la propiedad "amarillo". También pueden incluirse elementos irreales, lo que ocurre cuando se experimentan alucinaciones o sueños. Cuando se entiende en un sentido más restringido, solo la conciencia sensorial cuenta como experiencia. En este sentido, la experiencia suele identificarse con la percepción y contrastarse con otros tipos de eventos conscientes, como pensar o imaginar. En un sentido ligeramente diferente, la experiencia se refiere no a los eventos conscientes en sí mismos, sino al conocimiento práctico y la familiaridad que producen. En este sentido, es importante que el contacto perceptivo directo con el mundo externo sea la fuente del conocimiento. Así, un excursionista experimentado es alguien que realmente ha vivido muchas excursiones, no alguien que simplemente ha leído muchos libros sobre el senderismo. Esto se asocia tanto con la familiarición recurrente en el pasado como con las habilidades aprendidas a través de ella.
Muchos debates académicos sobre la naturaleza de la experiencia se centran en la experiencia como evento consciente, ya sea en el sentido amplio o más restringido. Un tema importante en este campo es la cuestión de si todas las experiencias son intencionales, es decir, que se dirigen a objetos diferentes de sí mismos. Otro debate se centra en la cuestión de si existen experiencias no conceptuales y, en caso afirmativo, qué papel podrían desempeñar en la justificación de las creencias. Algunos teóricos afirman que las experiencias son transparentes, es decir, que cómo se siente una experiencia solo depende de los contenidos presentados en esta experiencia. Otros teóricos rechazan esta afirmación al señalar que lo que importa no es solo lo que se presenta, sino también cómo se presenta.
En la literatura académica se discute una gran variedad de tipos de experiencias. Las experiencias perceptivas, por ejemplo, representan el mundo externo a través de estímulos registrados y transmitidos por los sentidos. La experiencia de la memoria episódica, por otro lado, implica revivir un evento pasado que se experimentó antes. En la experiencia imaginativa, los objetos se presentan sin el objetivo de mostrar cómo son las cosas en realidad. La experiencia del pensamiento involucra representaciones mentales y el procesamiento de información, en los que ideas o proposiciones son entretenidas, juzgadas o conectadas. El placer se refiere a experiencia que se siente bien. Está estrechamente relacionado con la experiencia emocional, que tiene adicionalmente componentes evaluativos, fisiológicos y conductuales. Los estados de ánimo son similares a las emociones. Una diferencia clave es que carecen de un objeto específico que se encuentra en las emociones. Los deseos conscientes implican la experiencia de querer algo. Desempeñan un papel central en la experiencia de la agencia, en la que se forman intenciones, se planifican cursos de acción y se toman y realizan decisiones. La experiencia no ordinaria se refiere a experiencias raras que difieren significativamente de la experiencia en el estado de vigilia ordinario, como experiencias religiosas, experiencias extracorporales o experiencias cercanas a la muerte.
La experiencia se discute en varias disciplinas. La fenomenología es la ciencia de la estructura y los contenidos de la experiencia. Utiliza diferentes métodos, como la epojé o la variación eidética. La experiencia sensorial es de especial interés para la epistemología. Una importante discusión tradicional en este campo se refiere a si todo conocimiento se basa en la experiencia sensorial, como afirman los empiristas, o no, como sostienen los racionalistas. Esto está estrechamente relacionado con el papel de la experiencia en la ciencia, en la que se dice que la experiencia actúa como árbitro neutral entre teorías en competencia. En la metafísica, la experiencia está involucrada en el problema mente-cuerpo y en el problema difícil de la conciencia, los cuales tratan de explicar la relación entre materia y experiencia. En la psicología, algunos teóricos sostienen que todos los conceptos se aprenden a partir de la experiencia, mientras que otros argumentan que algunos conceptos son innatos.

## Definición
El término "experiencia" se asocia con una variedad de significados estrechamente relacionados, razón por la cual se encuentran varias definiciones diferentes en la literatura académica. La experiencia suele entenderse como un evento consciente. A veces se limita a ciertos tipos de conciencia, como la percepción o la sensación, a través de los cuales el sujeto alcanza conocimiento del mundo. Pero en un sentido más amplio, la experiencia incluye otros tipos de eventos conscientes además de la percepción y la sensación. Esto es el caso, por ejemplo, de la experiencia de pensar o de la experiencia de soñar. En un sentido diferente, "experiencia" se refiere no a los eventos conscientes en sí mismos, sino al conocimiento y la familiaridad práctica que traen consigo. Según este significado, una persona con experiencia laboral o un excursionista experimentado es alguien que tiene una buena familiaridad práctica en el campo respectivo. En este sentido, la experiencia se refiere no a un proceso consciente sino al resultado de este proceso.

### Como evento consciente
La experiencia a menudo se entiende como un evento consciente en el sentido más amplio. Esto incluye varios tipos de experiencias, como percepción, conciencia corporal, memoria, imaginación, emoción, deseo, acción y pensamiento. Suele referirse a la experiencia que tiene un individuo en particular, pero también puede tomar el significado de la experiencia que tiene un grupo de individuos, por ejemplo, de una nación, de una clase social o durante una época histórica particular. La fenomenología es la disciplina que estudia las estructuras subjetivas de la experiencia, es decir, cómo es desde la perspectiva en primera persona experimentar diferentes eventos conscientes.
Cuando alguien tiene una experiencia, se le presentan varios elementos. Estos elementos pueden pertenecer a diversas categorías ontológicas correspondientes, por ejemplo, a objetos, propiedades, relaciones o eventos. Ver un pájaro amarillo en una rama, por ejemplo, presenta al sujeto los objetos "pájaro" y "rama", la relación entre ellos y la propiedad "amarillo". Estos elementos pueden incluir tanto elementos familiares cuanto desconocidos, lo que significa que es posible experimentar algo sin comprenderlo completamente. Si se entiende en su sentido más amplio, los elementos presentes en la experiencia pueden incluir elementos irreales. Esto es el caso, por ejemplo, al experimentar ilusiones, alucinaciones o sueños. En este sentido, uno puede tener la experiencia de un pájaro amarillo en una rama aunque no hay un pájaro amarillo en la rama. Las experiencias pueden incluir solo elementos reales, solo elementos irreales o una combinación de los dos. Los fenomenólogos han hecho varias sugerencias sobre cuáles son las características básicas de la experiencia. Las características sugeridas incluyen la conciencia espacio-temporal, la diferencia de atención entre el primer plano y el fondo, la conciencia del sujeto de sí mismo, el sentido de agencia y propósito, la conciencia corporal y la conciencia de otras personas.
Si se entiende en un sentido más restringido, solo la conciencia sensorial cuenta como experiencia. En este sentido, es posible experimentar algo sin comprender lo que es. Esto sería el caso, por ejemplo, si alguien experimentara un robo sin ser consciente de lo que estaba ocurriendo exactamente. En este caso, las sensaciones causadas por el robo constituyen la experiencia del robo. Esta caracterización excluye de la experiencia los tipos más abstractos de conciencia. En este sentido, a veces se sostiene que la experiencia y el pensamiento son dos aspectos separados de la vida mental. A veces se establece una distinción similar entre experiencia y teoría. Pero estos puntos de vista no son generalmente aceptados. Los críticos suelen señalar que la experiencia involucra varios componentes cognitivos que no pueden reducirse a la conciencia sensorial. Otro enfoque consiste en distinguir entre experiencia interna y externa. Entonces, si bien la percepción sensorial pertenece a la experiencia externa, también puede haber otros tipos de experiencia, como recordar o imaginar, que pertenecen a la experiencia interna.

### Como conocimiento y familiaridad práctica
En otro sentido, la experiencia no se refiere a los eventos conscientes en sí mismos, sino al conocimiento que producen. En este sentido, es importante que el conocimiento se produzca a través del contacto perceptivo directo con el mundo externo. Que el conocimiento sea directo significa que se obtuvo a través de la observación inmediata, es decir, sin involucrar ninguna inferencia. Se puede obtener todo tipo de conocimiento de forma indirecta, por ejemplo, leyendo libros o viendo películas sobre el tema. Este tipo de conocimiento no constituye experiencia del tema, ya que el contacto directo en cuestión solo afecta a los libros y las películas, pero no al tema en sí. Los objetos de este conocimiento suelen entenderse como objetos públicos, que están abiertos a la observación de la mayoría de las personas normales.
El significado del término "experiencia" en el lenguaje cotidiano suele ver el conocimiento en cuestión no meramente como know-that teórico o conocimiento descriptivo. En cambio, incluye alguna forma de know-how práctico, es decir, familiaridad con un determinado asunto práctico. Esta familiaridad se basa en contactos o ejecuciones recurrentes en el pasado. A menudo se trata de haber interiorizado algo y ser capaz de aplicarlo con destreza, en lugar de tener una mera comprensión teórica. Pero el conocimiento y las habilidades obtenidos directamente de esta manera suelen limitarse a simples reglas generales. Como tales, carecen de la certeza científica que se obtiene a través de un análisis metodológico por parte de los científicos que condensa el entendimiento correspondiente en leyes de la naturaleza.

## Debates sobre la naturaleza de la experiencia

### Intencionalidad
La mayoría de las experiencias, especialmente las del tipo perceptual, tienen como objetivo representar la realidad. Esto suele expresarse afirmando que tienen intencionalidad o que se refieren a su objeto intencional. Si tienen éxito o son verídicas, representan el mundo tal como es. Pero también pueden fallar, en cuyo caso dan una representación falsa. Tradicionalmente, se sostiene que toda experiencia es intencional. Esta tesis se conoce como "intencionalismo". En este contexto, se suele afirmar que todos los estados mentales, no solo las experiencias, son intencionales. Pero en estos debates se suele dar especial importancia a las experiencias, ya que parecen constituir la forma más fundamental de intencionalidad. Es comúnmente aceptado que todas las experiencias tienen características fenomenales, es decir, que se siente una determinada manera de vivirlas. Los opositores al intencionalismo afirman que no todas las experiencias tienen características intencionales, es decir, que las características fenomenales y las características intencionales pueden separarse. Algunos supuestos contraejemplos al intencionalismo involucran experiencias sensoriales puras, como el dolor, de las cuales se afirma que carecen de componentes representacionales. Los defensores del intencionalismo a menudo han respondido afirmando que estos estados tienen aspectos intencionales después de todo, por ejemplo, que el dolor representa daño corporal. Los estados místicos de la experiencia constituyen otro contraejemplo putativo. En este contexto, se afirma que es posible tener experiencias de conciencia pura en las que la conciencia sigue existiendo, pero carece de cualquier objeto. Pero evaluar esta afirmación es difícil, ya que tales experiencias se consideran extremadamente raras y, por lo tanto, difíciles de investigar.

### Conceptualidad y mito de lo dado
Otro debate se refiere a la cuestión de si todas las experiencias tienen contenidos conceptuales. Conceptos son nociones generales que constituyen los elementos fundamentales del pensamiento. Los contenidos conceptuales suelen contrastarse con contenidos sensoriales, como ver colores o escuchar ruidos. Esta discusión es especialmente relevante para la experiencia perceptiva, de la cual algunos empiristas afirman que se compone únicamente de datos sensoriales sin ningún contenido conceptual.
La opinión de que tal tipo de experiencia existe y desempeña un papel importante en cuestiones epistemológicas ha sido denominada "mito de lo dado" por sus oponentes. Lo "dado" se refiere a los contenidos sensoriales inmediatos y no interpretados de tales experiencias. Detrás de esta discusión está la distinción entre una experiencia "desnuda" o "inmediata" en contraste con una experiencia más desarrollada. La idea que subyace a esta distinción es que algunos aspectos de la experiencia se presentan directamente al sujeto sin ninguna interpretación. Estos aspectos básicos se interpretan luego de diversas maneras, lo que conduce a una experiencia más reflexiva y conceptualmente rica que muestra varias relaciones nuevas entre los elementos básicos. Esta distinción podría explicar, por ejemplo, cómo surgen varias percepciones defectuosas, como ilusiones perceptivas: se deben a interpretaciones, inferencias o construcciones falsas por parte del sujeto, pero no se encuentran en el nivel más básico. En este sentido, a menudo se comenta que la experiencia es un producto tanto del mundo como del sujeto. La distinción entre aspectos inmediatos e interpretados de la experiencia ha resultado contenciosa en la filosofía, con algunos críticos afirmando que no hay un dado inmediato dentro de la experiencia, es decir, que todo es interpretado de alguna manera. Un problema con esta crítica es que es difícil entender cómo podría iniciarse una interpretación si no hubiera nada que interpretar para empezar.
Entre los que aceptan que existe alguna forma de experiencia inmediata, hay diferentes teorías sobre su naturaleza. Los teóricos de datos sensoriales, por ejemplo, sostienen que la experiencia inmediata solo consiste en sensaciones básicas, como colores, formas o ruidos. Este dado inmediato es por sí mismo una masa caótica indiferenciada que luego se ordena a través de varios procesos mentales, como la asociación, la memoria y el lenguaje, para formar los objetos cotidianos normales que percibimos, como árboles, coches o cucharas. Los realistas directos, por otro lado, sostienen que estos objetos materiales cotidianos en sí mismos son los dados inmediatos. Algunos filósofos han tratado de abordar estos desacuerdos formulando características generales poseídas por los contenidos de la experiencia inmediata o "lo dado". Se suele sostener que son privados, sensoriales, simples e incorregibles. La privacidad se refiere a la idea de que la experiencia pertenece al sujeto que la experimenta y no es directamente accesible a otros sujetos. Este acceso es, en el mejor de los casos, indirecto, por ejemplo, cuando el experimentador cuenta a otros sobre su experiencia. Simplicidad significa, en este contexto, que lo dado constituye elementos básicos libres de cualquier interpretación o inferencia adicional. La idea de que lo dado es incorregible ha sido importante en muchas disputas tradicionales en la epistemología. Es la idea de que no podemos estar equivocados acerca de ciertos aspectos de nuestra experiencia. Según este punto de vista, el sujeto puede estar equivocado acerca de las inferencias extraídas de la experiencia sobre la realidad externa, por ejemplo, que hay un árbol verde fuera de la ventana. Pero no puede estar equivocado en ciertos aspectos más fundamentales de cómo nos parecen las cosas, por ejemplo, que al sujeto se le presenta una forma verde. Los críticos de este punto de vista han argumentado que podemos estar equivocados incluso acerca de cómo nos parecen las cosas, por ejemplo, que una conceptualización posiblemente incorrecta puede ocurrir ya en el nivel más básico.

### Transparencia
Existe un desacuerdo entre los teóricos de la experiencia sobre si el carácter subjetivo de una experiencia está completamente determinado por sus contenidos. Esta afirmación se ha denominado "transparencia de la experiencia". Expresa que la forma en que se vive una experiencia solo depende de los elementos presentados en ella. Esto significaría que dos experiencias son exactamente iguales si tienen los mismos contenidos. Varios filósofos han rechazado esta tesis, a menudo con el argumento de que lo que importa no es solo lo que se presenta, sino también cómo se presenta. Por ejemplo, la propiedad de redondez puede presentarse visualmente, al mirar una esfera, o hápticamente, al tocar la esfera. Los defensores de la tesis de la transparencia han señalado que la diferencia entre las experiencias en tales ejemplos puede explicarse en el nivel de contenido: una experiencia presenta la propiedad de redondez visual mientras que la otra presenta redondez táctil. Otros contraejemplos incluyen la visión borrosa, en la que la borrosidad se ve como una representación defectuosa sin presentar el objeto visto en sí como borroso. Se ha argumentado que solo los universales presentes en la experiencia determinan el carácter subjetivo de la experiencia. Desde este punto de vista, dos experiencias que involucren individuos diferentes que instancian exactamente los mismos universales serían subjetivamente idénticas.

## Tipos de experiencia

### Percepción
La experiencia perceptiva se refiere a "una conciencia inmediata de la existencia de cosas fuera de nosotros".  Esta representación del mundo externo se realiza a través de estímulos registrados y transmitidos por los sentidos. La experiencia perceptiva ocurre en diferentes modalidades correspondientes a los diferentes sentidos, por ejemplo, como percepción visual, percepción auditiva o percepción háptica. Se suele sostener que los objetos percibidos de esta manera son objetos materiales ordinarios, como piedras, flores, gatos o aviones, que se presentan como objetos públicos existentes independientemente de la mente que los percibe. Esto contrasta, por ejemplo, con cómo se presentan los objetos en la experiencia imaginativa. Otra característica comúnmente atribuida a la experiencia perceptiva es que parece ponernos en contacto directo con el objeto que presenta. Así, el perceptor normalmente no es consciente de los procesos cognitivos que comienzan con la estimulación de los órganos de los sentidos, continúan con la transmisión de esta información al cerebro y terminan con el procesamiento de la información que ocurre allí. Aunque la percepción suele ser una fuente fiable de información para los asuntos prácticos de nuestra vida cotidiana, también puede incluir información falsa en forma de ilusión y alucinación. En algunos casos, la falta de fiabilidad de una percepción ya se indica dentro de la propia experiencia, por ejemplo, cuando el perceptor no logra identificar un objeto debido a una visión borrosa. Pero tales indicaciones no se encuentran en todas las experiencias engañosas, que pueden parecer tan fiables como sus contrapartes correctas.
Esto es el origen del llamado "problema de la percepción". Consiste en el hecho de que las características atribuidas a la percepción hasta ahora parecen ser incompatibles entre sí, lo que hace imposible la percepción así caracterizada: en el caso de las percepciones engañosas, al perceptor se le pueden presentar objetos que no existen, lo que sería imposible si estuviera en contacto directo con los objetos presentados. Se han sugerido diferentes soluciones a este problema. Las teorías de los datos sensoriales, por ejemplo, sostienen que percibimos datos sensoriales, como formas de color en la percepción visual, que también existen en las ilusiones. De este modo, niegan que las cosas materiales ordinarias sean los objetos de la percepción. Los disyuntivistas, por otro lado, intentan resolver el problema negando que las percepciones verídicas y las ilusiones pertenezcan al mismo tipo de experiencia. Otros enfoques incluyen el adverbialismo y el intencionalismo. El problema con estos diferentes enfoques es que ninguno de ellos es completamente satisfactorio, ya que cada uno parece contradecir algún tipo de evidencia introspectiva sobre las características fundamentales de la experiencia perceptiva.

### Memoria episódica e imaginación
La experiencia de la memoria episódica consiste en una forma de revivir un evento pasado que uno experimentó antes. Esto es diferente de la memoria semántica, en la que se tiene acceso al conocimiento de varios hechos relacionados con el evento en cuestión sin ningún componente experiencial asociado a este conocimiento. En la memoria episódica, por otro lado, el evento pasado se revive conscientemente. En este sentido, es una forma de viaje mental en el tiempo que no está presente en la memoria no episódica. Pero esta forma de reexperimentar no es una copia exacta de la experiencia original, ya que el evento experimentado se presenta como algo en el pasado visto desde la perspectiva actual, lo que se asocia con algún tipo de sentimiento de pasado o familiaridad no presente en la experiencia original. En este contexto, se suele sostener que la memoria episódica proporciona dos tipos de información: información de primer orden sobre el evento pasado e información de segundo orden sobre el papel de este evento en la memoria actual del sujeto. La memoria episódica es diferente de simplemente imaginar la experiencia de un evento pasado. Un aspecto importante de esta diferencia es que forma parte de la naturaleza de la memoria episódica tratar de representar cómo fue la experiencia original, incluso si a veces no lo consigue. Otras diferencias sugeridas incluyen el grado de viveza y la conexión causal entre la experiencia original y la memoria episódica.
La experiencia imaginativa implica una forma especial de representación en la que los objetos se presentan sin pretender mostrar cómo son las cosas en realidad. Al igual que la memoria y a diferencia de la percepción, las imágenes mentales asociadas normalmente no son causadas por la estimulación de los órganos sensoriales. A menudo se sostiene que tanto la imaginación como la memoria dependen del contacto perceptual previo con los contenidos experimentados. Pero a diferencia de la memoria, en la mayoría de las formas de imaginación hay más libertad, ya que el sujeto puede variar, cambiar y recombinar libremente varios de los contenidos experimentados, mientras que la memoria pretende conservar su orden original. Diferentes teóricos se enfocan en diferentes elementos cuando intentan conceptualizar la naturaleza de la imaginación. El punto de vista del empobrecimiento sostiene que la imaginación se distingue de la percepción y la memoria por ser menos vívida y clara. La perspectiva de la dependencia de la voluntad, por otro lado, se centra en el poder de la voluntad para moldear activamente los contenidos de la imaginación, mientras que la visión de la inexistencia se enfoca en la impresión de irrealidad o distancia de la realidad que pertenece a la experiencia imaginativa. A pesar de su libertad y su falta de relación con la realidad, la experiencia imaginativa puede cumplir ciertas funciones epistemológicas al representar lo que es posible o concebible. Esto es el caso, por ejemplo, cuando se especula imaginativamente sobre un evento que ha sucedido o podría suceder. La imaginación puede ocurrir en varias formas diferentes. Una diferencia se refiere a si el escenario imaginado está controlado deliberadamente o surge espontáneamente por sí mismo. Otra se refiere a si el sujeto se imagina a sí mismo experimentando el evento imaginado desde el interior, como uno de los protagonistas dentro de este evento, o desde el exterior. Diferentes experiencias imaginativas tienden a tener diferentes grados en los que el escenario imaginado es solo una reconstrucción de algo experimentado previamente o una reorganización creativa. Los relatos de experiencias imaginativas suelen centrarse en el ámbito visual, pero también hay otras formas menos prominentes, como la imaginación auditiva o la imaginación olfativa.

### Pensamiento
El término "pensamiento" se utiliza para referirse a una amplia variedad de experiencias cognitivas. Implican representaciones mentales y el procesamiento de información. De esta manera, ideas o proposiciones son entretenidas, juzgadas o conectadas. Es similar a la memoria y la imaginación en que la experiencia del pensamiento puede surgir internamente sin ninguna estimulación de los órganos sensoriales, en contraste con la percepción. Pero el pensamiento está aún más alejado de los contenidos sensoriales que la memoria y la imaginación, ya que sus contenidos pertenecen a un nivel más abstracto. Está estrechamente relacionado con el fenómeno del habla y algunos teóricos afirman que todo pensamiento es una forma de habla interna expresada en un lenguaje. Pero esta afirmación es controvertida, ya que parece haber pensamientos que no están lingüísticamente completamente articulados. Sin embargo, se suele aceptar la afirmación más moderada de que el pensamiento está asociado con disposiciones para realizar actos de habla. Desde este punto de vista, hacer un juicio en el pensamiento puede ocurrir de forma no lingüística, pero está asociado con una disposición para afirmar lingüísticamente la proposición juzgada. Se han propuesto varias teorías sobre la naturaleza de la experiencia del pensamiento. Según el platonismo, es una actividad espiritual en la que se disciernen e inspeccionan las formas platónicas y sus interrelaciones. Los conceptualistas, por otro lado, sostienen que pensar implica entretener conceptos. Según este punto de vista, juicios surgen si dos o más conceptos están conectados entre sí y pueden dar lugar a inferencias si estos juicios están conectados con otros juicios.
En la literatura académica se discuten varios tipos de pensamiento. A veces se dividen en cuatro categorías: formación de conceptos, resolución de problemas, juicio y toma de decisiones, y razonamiento. En la formación de conceptos, se aprenden las características comunes a los ejemplos de un determinado tipo. Esto suele corresponder a la comprensión del significado de la palabra asociada a este tipo. En el caso de la resolución de problemas, el pensamiento tiene como objetivo superar ciertos obstáculos descubriendo una solución a un problema. Esto sucede o siguiendo un algoritmo, que garantiza el éxito si se sigue correctamente, o utilizando heurísticas, que son métodos más informales que tienden a acercar al pensador a una solución. El juicio y la toma de decisiones implican la elección del mejor curso de acción entre varias alternativas. En el razonamiento, el pensador parte de un determinado conjunto de premisas y trata de sacar conclusiones de ellas. Una categorización más simple divide el pensamiento en solo dos categorías: contemplación teórica y deliberación práctica.

### Placer, emoción y estado de ánimo
El placer se refiere a la experiencia que se siente bien. Implica el disfrute de algo, como comer un pastel o tener sexo. Entendido en el sentido más amplio, no solo incluye los placeres sensoriales, sino cualquier forma de experiencia placentera, como participar en una actividad intelectualmente satisfactoria o la alegría de jugar. El placer viene en grados y existe en una dimensión que también incluye grados negativos. Estos grados negativos suelen denominarse dolor y sufrimiento y contrastan con el placer como formas de sentirse mal. Las discusiones sobre esta dimensión a menudo se centran en su lado positivo, pero muchas de las teorías y observaciones se aplican igualmente a su lado negativo. Hay desacuerdo entre filósofos y psicólogos sobre cuál es la naturaleza del placer. Algunos entienden el placer como una simple sensación. Desde este punto de vista, una experiencia de placer es una experiencia que tiene una sensación de placer entre sus contenidos. Este relato es rechazado por las teorías de la actitud, que sostienen que el placer no consiste en un contenido sino en una cierta actitud hacia un contenido. Según esta perspectiva, el placer de comer un pastel no consiste en una sensación de sabor junto con una sensación de placer, como afirman los teóricos de la sensación. En cambio, consiste en tener una cierta actitud, como un deseo, hacia la sensación de sabor. Un tercer tipo de teoría define el placer en términos de sus propiedades representacionales. Desde este punto de vista, una experiencia es placentera si presenta sus objetos como buenos para el experimentador.
Las experiencias emocionales vienen en muchas formas, como miedo, ira, excitación, sorpresa, duelo o disgusto. Por lo general, incluyen aspectos placenteros o desagradables. Pero también suelen involucrar varios otros componentes, que no están presentes en todas las experiencias de placer o dolor. A menudo se sostiene que también incluyen componentes evaluativos, que atribuyen un valor positivo o negativo a su objeto, componentes fisiológicos, que implican cambios corporales, y componentes conductuales en forma de reacción al objeto presentado. Por ejemplo, encontrarse repentinamente con un oso pardo durante una caminata puede evocar una experiencia emocional de miedo en el excursionista, que se experimenta como desagradable, que representa al oso como peligroso, que conduce a un aumento en la frecuencia cardíaca y que puede provocar una reacción de huida. Estos y otros tipos de componentes suelen utilizarse para clasificar las emociones en diferentes tipos. Pero hay desacuerdo sobre cuál de ellos es el componente esencial que determina la categoría relevante. Los enfoques dominantes categorizan según cómo se siente la emoción, cómo evalúa su objeto o qué comportamiento motiva.
Los estados de ánimo están estrechamente relacionados con las emociones, pero no son idénticos a ellas. Al igual que las emociones, por lo general se pueden clasificar como positivos o negativos dependiendo de cómo se sienta tenerlos. Una diferencia central es que las experiencias emocionales suelen tener un objeto muy específico, como el miedo a un oso. Las experiencias del estado de ánimo, por otro lado, a menudo no tienen ningún objeto o su objeto es bastante difuso, como cuando una persona está ansiosa de que algo malo pueda suceder sin poder articular claramente la fuente de su ansiedad. Otras diferencias incluyen que las emociones tienden a ser causadas por eventos específicos, mientras que los estados de ánimo a menudo carecen de una causa claramente identificable, y que las emociones suelen ser intensivas, mientras que los estados de ánimo tienden a durar más tiempo. Ejemplos de estados de ánimo incluyen ansiedad, depresión, euforia, irritabilidad y melancolía.

### Deseo y agencia
Los deseos comprenden una amplia clase de estados mentales. Incluyen deseos inconscientes, pero solo sus formas conscientes son directamente relevantes para la experiencia. Los deseos conscientes implican la experiencia de querer o anhelar algo. Esto suele entenderse en un sentido muy amplio, en el que fenómenos como el amor, la intención y la sed se consideran formas de deseo. Por lo general, se entienden como actitudes hacia estados de cosas concebibles. Representan sus objetos como valiosos en algún sentido y pretenden realizarlos cambiando el mundo correspondientemente. Esto puede ocurrir en un sentido positivo o negativo. En el sentido positivo, el objeto se experimenta como bueno y el objetivo es crearlo o mantenerlo. En el sentido negativo, el objeto se experimenta como malo y el objetivo es destruirlo o impedir que llegue a existir. En los deseos intrínsecos, el objeto se desea por sí mismo, mientras que en los deseos extrínsecos, el objeto se desea por las consecuencias positivas asociadas a él. Los deseos vienen en diferentes grados de intensidad y su satisfacción suele experimentarse como placentera.
Agencia se refiere a la capacidad de actuar y la manifestación de esta capacidad. Su experiencia involucra varios aspectos diferentes, como la formación de intenciones al planificar posibles cursos de acción, la decisión entre diferentes alternativas y el esfuerzo al tratar de realizar el curso de acción previsto. A menudo se sostiene que los deseos proporcionan la fuerza motivacional detrás de la agencia. Pero no todas las experiencias de deseo van acompañadas de la experiencia de agencia. Este es el caso, por ejemplo, cuando un deseo se cumple sin que el agente intente hacerlo o cuando el agente no tiene ningún curso de acción posible para cumplir el deseo.
En un sentido más restringido, el término "sentido de agencia" se refiere a la impresión de tener el control y ser el dueño de la propia acción. A menudo se sostiene que dos componentes son las fuentes centrales del sentido de agencia. Por un lado, el agente constantemente hace predicciones sobre cómo sus intenciones influirán en su movimiento corporal y compara estas predicciones con la retroalimentación sensorial. Desde este punto de vista, una coincidencia positiva genera un sentido de agencia, mientras que una coincidencia negativa interrumpe el sentido de agencia. Por otro lado, al mirar hacia atrás, el agente interpreta su intención como la causa de la acción. En el caso exitoso, la intención precede a la acción y la acción es consistente con la intención.

### Experiencia no ordinaria
Los términos "experiencia no ordinaria", "experiencia anómala" o "estado alterado de conciencia" se utilizan para describir una amplia variedad de experiencias raras que difieren significativamente de la experiencia en el estado de vigilia ordinario. Ejemplos de experiencias no ordinarias son las experiencias religiosas, que están estrechamente relacionadas con experiencias espirituales o místicas, experiencias extracorporales, experiencias cercanas a la muerte, episodios psicóticos y experiencias psicodélicas.
Las experiencias religiosas son experiencias no ordinarias que tienen un significado religioso para el experimentador. Suelen implicar algún tipo de encuentro con una persona divina, por ejemplo, en forma de ver a Dios o escuchar el mandato de Dios. Pero también pueden implicar tener un sentimiento intensivo que uno cree que es causado por Dios o en reconocer lo divino en la naturaleza o en uno mismo. Se dice que algunas experiencias religiosas son inefables, lo que significa que están tan lejos de lo ordinario que no pueden describirse con palabras. Las experiencias extracorporales implican la impresión de estar separado del propio cuerpo material y percibir el mundo externo desde esta perspectiva diferente. En ellas, a menudo le parece a la persona que está flotando por encima de su propio cuerpo mientras lo ve desde el exterior. Pueden tener varias causas diferentes, como lesiones cerebrales traumáticas, drogas psicodélicas o parálisis del sueño. También pueden tomar la forma de experiencias cercanas a la muerte, que generalmente son provocadas por situaciones que amenazan la vida e incluyen contenidos como volar a través de un túnel hacia una luz, hablar con familiares fallecidos o una revisión de vida, en la que la persona ve toda su vida pasar ante sus ojos.
No es controvertido que estas experiencias ocurren a veces para algunas personas. En un estudio, por ejemplo, alrededor del 10% afirma haber tenido al menos una experiencia extracorporal en su vida. Pero es muy controvertido el grado de fiabilidad de estas experiencias para representar con precisión aspectos de la realidad no accesibles a la experiencia ordinaria. Esto se debe al hecho de que se hacen varias afirmaciones de gran alcance basadas en experiencias no ordinarias. Muchas de estas afirmaciones no pueden ser verificadas por la percepción regular y con frecuencia parecen contradecirla o contradecirse entre sí. Basándose en la experiencia religiosa, por ejemplo, se ha afirmado que existe un creador divino distinto de la naturaleza o que lo divino existe en la naturaleza. Las experiencias extracorporales y las experiencias cercanas a la muerte, por otro lado, se utilizan a menudo para defender un dualismo mente-cuerpo al sostener que el alma puede existir sin el cuerpo y continúa existiendo después de la muerte del cuerpo. Los defensores de tales afirmaciones suelen sostener que no tenemos ninguna razón decisiva para negar la fiabilidad de tales experiencias, por ejemplo, porque son similares en aspectos importantes a la experiencia sensorial regular o porque hay una facultad cognitiva adicional que nos proporciona acceso al conocimiento más allá de los sentidos regulares.

### Otros
En la literatura académica se discute una gran variedad de experiencias además de los tipos mencionados hasta ahora. El término "flujo", por ejemplo, se refiere a experiencias en las que el agente está completamente inmerso en una determinada actividad. Este tipo de experiencia tiene varios rasgos característicos, como un sentido claro del objetivo de la actividad, retroalimentación inmediata sobre cómo se está haciendo y un buen equilibrio entre las habilidades propias y la dificultad de la tarea. Un grupo diverso de actividades puede conducir a experiencias de flujo, como arte, deportes y juegos de computadora. Flujo es de especial interés para la psicología positiva porque su experiencia es placentera. Recientemente, se ha analizado el papel de la consciencia en este estado flujo, observándose como ayuda a reducir el arrpentimiento generado tras una compra impulsiva, como consecuencia del estado de flujo del consumidor.
Experiencia estética es un concepto central en la psicología del arte y la estética experimental. Se refiere a la experiencia de los objetos estéticos, en particular, en relación con la belleza y el arte. No existe un acuerdo general sobre las características fundamentales comunes a todas las experiencias estéticas. Algunos relatos se centran en características como la fascinación por un objeto estético, un sentimiento de unidad e intensidad, mientras que otros enfatizan una cierta distancia psicológica del objeto estético en el sentido de que la experiencia estética está desconectada de las preocupaciones prácticas.
Las experiencias transformadoras son experiencias que involucran una transformación radical que deja al experimentador como una persona diferente de la que era antes. Ejemplos de experiencias transformadoras incluyen tener un hijo, luchar en una guerra o someterse a una conversión religiosa. Implican cambios fundamentales tanto en las creencias como en las preferencias básicas. Se ha argumentado que las experiencias transformadoras constituyen contraejemplos a la teoría de la elección racional porque la persona que decide a favor o en contra de hacer una experiencia transformadora no puede saber cómo será hasta después y porque no está claro si la decisión debe basarse en las preferencias antes o después de la transformación.

## En varias disciplinas

### Fenomenología
La fenomenología es la ciencia de la estructura y los contenidos de la experiencia. Estudia los fenómenos, es decir, las apariencias de las cosas desde la perspectiva en primera persona. Se investiga así una gran variedad de experiencias, incluyendo la percepción, la memoria, la imaginación, el pensamiento, el deseo, la emoción y la agencia. Según la fenomenología tradicional, una estructura importante que se encuentra en todos los diferentes tipos de experiencia es la intencionalidad, lo que significa que toda experiencia es experiencia de algo. En este sentido, la experiencia siempre se dirige a ciertos objetos por medio de sus contenidos representacionales. Las experiencias son diferentes de los objetos de la experiencia en un sentido importante, porque las experiencias no solo se presentan, sino que se viven. La fenomenología también se ocupa del estudio de las condiciones de posibilidad de fenómenos que pueden dar forma a la experiencia de manera diferente para diferentes personas. Estas condiciones incluyen la corporeidad, la cultura, el lenguaje y el entorno social.
Hay varias formas diferentes de fenomenología, que emplean diferentes métodos. Un elemento central de la fenomenología tradicional, asociada a Edmund Husserl, es la llamada epojé, también conocida como parentetización. En ella, el investigador suspende su juicio sobre la existencia externa de los objetos experimentados para centrarse exclusivamente en la estructura de la experiencia misma, es decir, en cómo se presentan estos objetos. Un método importante para estudiar los contenidos de la experiencia se llama variación eidética. Su objetivo es discernir la esencia de un objeto imaginándolo, variando sus características y evaluando si el objeto puede sobrevivir a este cambio imaginario. Solo las características que no pueden cambiarse de esta manera pertenecen a la esencia del objeto. La fenomenología hermenéutica, en cambio, da más importancia a nuestra familiaridad preexistente con la experiencia. Intenta entender cómo esta comprensión previa trae consigo varias formas de interpretación que moldean la experiencia y pueden introducir distorsiones en ella. La neurofenomenología, por otro lado, tiene como objetivo cerrar la brecha entre la perspectiva en primera persona de la fenomenología tradicional y el enfoque en tercera persona favorecido por las ciencias naturales. Esto sucede buscando conexiones entre la experiencia subjetiva y los procesos cerebrales objetivos, por ejemplo, con la ayuda de escáneres cerebrales.

### Epistemología
La experiencia, cuando se entiende en términos de sensación, es de especial interés para la epistemología. El conocimiento basado en esta forma de experiencia se denomina "conocimiento empírico" o "conocimiento a posteriori". El empirismo es la tesis de que todo conocimiento es conocimiento empírico, es decir, que no hay conocimiento que no se base en última instancia en la experiencia sensorial. Tradicionalmente, a este punto de vista se oponen los racionalistas, que aceptan que la experiencia sensorial puede fundamentar el conocimiento, pero también permiten otras fuentes de conocimiento. Por ejemplo, algunos racionalistas afirman que los seres humanos tienen un conocimiento innato o intuitivo de las matemáticas que no se basa en generalizaciones fundadas en experiencias sensoriales.
Otro problema es comprender cómo es posible que las experiencias sensoriales justifiquen creencias. Según un punto de vista, las experiencias sensoriales son a su vez como creencias en el sentido de que implican la afirmación de contenidos proposicionales. Según este punto de vista, ver nieve blanca implica, entre otras cosas, la afirmación de la proposición "nieve es blanca". Dada esta suposición, las experiencias pueden justificar creencias de la misma manera como creencias pueden justificar otras creencias: porque sus contenidos proposicionales se encuentran en las relaciones lógicas y explicativas apropiadas entre sí. Pero esta suposición tiene muchos oponentes que argumentan que las sensaciones son no conceptuales y, por lo tanto, no proposicionales. Desde tal punto de vista, la afirmación "nieve es blanca" ya es algo añadido a la experiencia sensorial, que en sí misma puede no equivaler a mucho más que la presentación de una forma blanca. Un problema para este enfoque no conceptualista de la experiencia perceptiva es que enfrenta dificultades para explicar cómo experiencias sensoriales pueden justificar creencias, como aparentemente lo hacen. Una forma de evitar este problema es negar esta apariencia sosteniendo que no justifican creencias, sino que solo causan creencias. Según la teoría de coherencia de la justificación, estas creencias aún pueden estar justificadas, no por las experiencias responsables de ellas, sino por la forma en que se cohesionan con el resto de las creencias de la persona.
Debido a su relación con la justificación y el conocimiento, la experiencia desempeña un papel central para la racionalidad empírica. Si es racional para alguien creer en una determinada afirmación depende, entre otras cosas, de las experiencias que esta persona ha hecho. Por ejemplo, un maestro puede estar justificado en creer que cierto estudiante aprobará un examen basado en la experiencia del maestro con el estudiante en el aula. Pero la misma creencia no estaría justificada para un extraño que carece de estas experiencias. La racionalidad es relativa a la experiencia en este sentido. Esto implica que puede ser racional para una persona aceptar una determinada afirmación mientras que otra persona puede rechazar racionalmente la misma afirmación.

### Ciencia
El papel de la experiencia en la epistemología está estrechamente relacionado con él en la ciencia. A menudo se argumenta que la experiencia observacional es fundamental para los experimentos científicos. La evidencia obtenida de esta manera se utiliza para confirmar o desconfirmar teorías científicas. De esta manera, experiencia actúa como árbitro neutral entre teorías en competencia. Por ejemplo, las observaciones astronómicas realizadas por Galileo Galilei sobre las órbitas de los planetas se utilizaron como evidencia en la Revolución Copernicana, en la que se rechazó el modelo geocéntrico tradicional en favor del modelo heliocéntrico. Un problema para este punto de vista es que es esencial que la evidencia científica sea pública y no controvertida. La razón de esto es que diferentes científicos deberían poder compartir la misma evidencia para llegar a un acuerdo sobre qué hipótesis es correcta. Pero la experiencia suele entenderse como un estado mental privado, no como un fenómeno públicamente observable, lo que pone en duda su papel como evidencia científica.

### Metafísica
Un problema central en la metafísica es el problema mente-cuerpo. Implica la cuestión de cómo concebir la relación entre cuerpo y mente. Entendido en su sentido más amplio, afecta no solo a la experiencia sino a cualquier forma de mente, incluidos los estados mentales inconscientes. Pero se ha argumentado que la experiencia tiene especial relevancia aquí, ya que a menudo se considera como la forma paradigmática de la mente. La idea de que hay un "problema" para empezar a menudo se remonta a cuán diferentes parecen ser la materia y la experiencia. Las propiedades físicas, como el tamaño, la forma y el peso, son públicas y se atribuyen a los objetos. Las experiencias, por otro lado, son privadas y se atribuyen a sujetos. Otro rasgo distintivo importante es que las experiencias son intencionales, es decir, que se dirigen a objetos diferentes de sí mismas. Pero a pesar de estas diferencias, el cuerpo y la mente parecen interactuar causalmente entre sí, lo que se denomina causalidad psicofísica. Esto se refiere tanto a la forma en que los eventos físicos, como una roca que cae sobre el pie de alguien, causan experiencias, como un dolor agudo, cuanto a la forma en que las experiencias, como la intención de detener el dolor, causan eventos físicos, como sacar el pie de debajo de la roca.
Se han presentado varias soluciones al problema mente-cuerpo. El dualismo es un enfoque tradicionalmente importante. Afirma que los cuerpos y las mentes pertenecen a distintas categorías ontológicas y existen independientemente unos de otros. Un problema central para los dualistas es dar una explicación plausible de cómo es posible su interacción o de por qué parecen interactuar. Los monistas, por otro lado, niegan este tipo de bifurcación ontológica. En cambio, argumentan que, en el nivel más fundamental, solo existe un tipo de entidad. Según el materialismo, todo es, en última instancia, material. Desde este punto de vista, las mentes o no existen o existen como aspectos materiales de los cuerpos. Según el idealismo, todo es, en última instancia, mental. Desde este punto de vista, los objetos materiales solo existen en forma de ideas y, por lo tanto, dependen de la experiencia y otros estados mentales. Los monistas se enfrentan al problema de explicar cómo dos tipos de entidades que parecen ser tan diferentes pueden pertenecer a la misma categoría ontológica.
El problema difícil de la conciencia es un tema estrechamente relacionado. Se trata de explicar por qué algunos eventos físicos, como los procesos cerebrales, van acompañados de la experiencia consciente, es decir, que al vivirlos el sujeto se siente de una cierta manera. Esto es especialmente relevante desde la perspectiva de las ciencias naturales, ya que parece posible, al menos en principio, explicar el comportamiento y la cognición humanos sin referencia a la experiencia. Tal explicación puede hacerse en relación con el procesamiento de información en forma de señales eléctricas. En este sentido, el problema difícil de la conciencia apunta a una brecha explicativa entre el mundo físico y la experiencia consciente. Existe una superposición significativa entre las soluciones propuestas al problema mente-cuerpo y las soluciones propuestas al problema difícil de la conciencia.

### Psicología
Otro desacuerdo entre empiristas y racionalistas, además de su disputa epistemológica, se refiere al papel de la experiencia en la formación de conceptos. Los conceptos son nociones generales que constituyen los elementos fundamentales del pensamiento. Algunos empiristas sostienen que todos los conceptos se aprenden a través de la experiencia. Esto a veces se explica afirmando que conceptos simplemente constituyen generalizaciones, abstracciones o copias de los contenidos originales de la experiencia. Los empiristas lógicos, por ejemplo, han utilizado esta idea en un esfuerzo por reducir el contenido de todas las proposiciones empíricas a oraciones protocolares que no registran nada más que las experiencias inmediatas de los científicos. Esta idea es convincente para algunos conceptos, como el concepto de "rojo" o de "perro", que parecen adquirirse a través de la experiencia con sus instancias. Pero es controvertido si esto es cierto para todos los conceptos. Immanuel Kant, por ejemplo, defiende una posición racionalista al sostener que la experiencia requiere ciertos conceptos tan básicos que no sería posible sin ellos. Estos conceptos, las llamadas categorías, no pueden adquirirse a través de la experiencia, ya que son las condiciones de posibilidad de la experiencia, según Kant.

### Medicina
Cuando un médico realiza un procedimiento por 100 ocasiones alcanza una experiencia que permite cuantificar sus errores y corregirlos en el futuro. Las áreas en las cuales la experiencia pesa son todas aquellas de tipo quirúrgico-invasivo. En postgrados de cirugía cada médico residente lleva un récord del número de apendicectomías y colecistectomías realizadas desde el inicio de su formación. Otro componente de la experiencia es el tiempo, debido a que no es lo mismo realizar 100 procedimientos en 3 años que en 10 años. Un tiempo apropiado formativo de experiencia varía de profesión a profesión, pero se conoce que por lo menos en un año se debería tener 30 procedimientos para estar "activo en manos" con respecto al tema. Los centros de formación generalmente son centros nacionales que concentran la mayoría de procedimientos y son los encargados de formar a los médicos para adquirir una experiencia en realización de los procedimientos. Este sistema se opone académicamente a la «medicina basada en la evidencia» en donde son los estudios clínicos y el conocimiento teórico que prima en las decisiones.

### Informática
La experiencia de usuario es el conjunto de factores y elementos relativos a la interacción del usuario, con un entorno o dispositivo concretos, cuyo resultado es la generación de una percepción positiva o negativa de dicho servicio, producto o dispositivo. Ésta depende no solo de los factores relativos al diseño (hardware, software, usabilidad, diseño de interacción, accesibilidad, diseño gráfico y visual, calidad de los contenidos, buscabilidad o encontrabilidad, utilidad, etc.) sino además de aspectos relativos a las emociones, sentimientos, construcción y transmisión de la marca, confiabilidad del producto, etc.

### Juegos de rol
Por su simulacionismo mimético de la realidad, los juegos de rol representan también la experiencia ficticia que los personajes jugadores van acumulando a medida que van viviendo sus vidas de ficción: cuantas más partidas juega un jugador con un personaje determinado, más experiencia acumula ese personaje. El personaje adquiere entonces habilidades nuevas o se perfecciona en las que ya posee. Cada sistema de juego tiene diferentes maneras de representar el aumento de experiencia de los personajes, aunque los dos métodos más habituales son:
- La atribución de puntos de experiencia (puntos que se traducen en incrementos de habilidades).
- Las tiradas de experiencia (tiradas de dados para la mejora de las habilidades que hayan sido correctamente realizadas durante el juego).

También se denominan comúnmente puntos de experiencia, XP (por «experience points»), PX (por «puntos de experiencia») o, incluso, derivado de esta última sigla: pequis.

### Videojuegos de rol
La experiencia es usada en RPG`S (Role Playing Games) y A-RPG`s (Action Role Playing Games) y es una forma de determinar el avance y evolución de un personaje. Es un término acogido de los juegos de rol de mesa, juegos que se pueden denominar como «los padres de los juegos de rol» ya que de ahí nacen los Role Playing Games o RPG`s. Generalmente la experiencia es usada para indicar al jugador cuántos XP (Experience points o Puntos de experiencia) le faltan para alcanzar el siguiente nivel. No necesariamente este sistema se utiliza en juegos de rol. Se ha utilizado en muchas ocasiones en juegos que no tienen nada que ver con el género RPG y se usa meramente para un avance de habilidades del personaje controlado.

### Educación
La noción de experiencia viene cobrando importancia en la educación, no solo en referencia a aquellos saberes que vienen con el hacer sino principalmente en relación con el aprender de los estudiantes y su pasaje por la institución escolar. Uno de los autores que ha estudiado el tema, Jorge Larrosa —profesor de Filosofía de la Educación en la Universidad de Barcelona—, plantea que la experiencia se refiere a “eso que me pasa” (p.88). Y en función de los siguientes principios de la experiencia: exterioridad, alteridad y alineación; subjetividad, reflexividad y transformación; singularidad, irrepetibilidad y pluralidad; pasaje y pasión; incertidumbre y libertad; finitud, cuerpo y vida. De este modo, para Larrosa el experimentar implica ser transformado. No es solo comprender algo o saber algo, sino que tiene que ver con aquello que no está pautado, que involucra la incertidumbre y que en ese proceso innovador me transforma. “Lo que me pasa” tiene que ver, según el autor, con un movimiento de ida y vuelta; la experiencia implica una exteriorización, y además supone que un movimiento que tiene efectos en mí, en mis saberes, en mis creencias, en mis pensamientos. A esto Larrosa lo denomina “principio de reflexividad”. El autor ejemplifica esta situación experiencial con la lectura de un libro; el lector que lee y comprende (en el sentido cognitivo) un texto, pero que no le pasa nada con este, no ha hecho ninguna experiencia; es decir, que lo importante es la relación que se establece con el texto y no el texto en sí mismo. Larrosa (2006) cita a Kafka para poner en evidencia lo anterior: “Pero lo que debemos tener son esos libros que se precipitan sobre nosotros como la mala suerte y que nos perturban profundamente [...]” (p. 94)

#### Experiencia de la lectura dentro del contexto escolar
"Algo pasa" que es ajeno al sujeto de la experiencia, un acontecimiento que lo atraviesa y deja huellas. Algunos conceptos clave que Larrosa aborda al referirse a 'la experiencia de la lectura' especialmente  en momentos de sobresaturación de información, de opiniones e  hiperactividad que atentan con la posibilidad de la experiencia, y  esto en ”tiempos cada vez más hostiles, que llamamos espacios y tiempos educativos” (Larrosa, 2006, p 111) Larrosa habla sobre la abundancia de estímulos y la pobreza de experiencias que caracteriza a nuestro mundo  “(...) Consumimos arte pero ese arte nos atraviesa sin dejar huella en nosotros” (Larrosa, 2006 p.96),  en este cuadro de situación, existe la posibilidad de crear condiciones para que "puedan confluir el texto adecuado con la sensibilidad adecuada”,  facilitar el “que pase algo”. La idea de lo escolar “como suspensión de un tiempo liberado y no productivo”  que plantean Jan Masschelein y Maarten Simmons en su libro “Defensa de la escuela. Una cuestión pública” agrega luz al concepto, es posible que dentro de la escuela se produzcan experiencias en los términos que Larrosa sugiere.  Aquí cobra importancia el docente dispuesto a interpelar e interpelar-se, que incita la curiosidad, que invita al viaje, a la aventura. Esta travesía contiene la potencialidad del cambio, de la transformación en la persona, que ya no se proyecta en lo que lee, lo que ve o escucha sino que logra separarse para dejar lugar a la incertidumbre, para que “eso que pasa”  configure nuevas creencias, pensamientos y saberes. Resulta importante tener en cuenta la generación de espacios para que las singularidades tomen cuerpo, cobre vida lo plural, para que “pase algo”, “me pase algo”, “nos pase algo”, porque “Si el libro que leemos no nos despierta como un puño que nos golpeara en el cráneo, para qué leemos? (Steiner en Lenguaje y silencio Op. cit. p 101)